# You Make Me Smile
You Make Me Smile è un album del quintetto di Art Farmer, pubblicato dalla Soul Note Records nel 1985. Il disco fu registrato il 13 e 15 dicembre 1984 al Classic Sound Studio di New York (Stati Uniti).

## Tracce
Lato A
1. You Make Me Smile – 4:19 (Rufus Reid)
2. Prelude N°1 – 7:02 (Alexander Scriabin)
3. Nostalgia – 5:42 (Tadd Dameron, Fats Navarro)

Lato B
1. Flashback – 7:51 (Art Farmer)
2. Souvenir – 6:52 (Benny Carter)
3. Have You Met Miss Jones? – 4:48 (Lorenz Hart, Richard Rodgers)

## Musicisti
- Art Farmer - flicorno
- Clifford Jordan - sassofono tenore
- Fred Hersch - pianoforte
- Rufus Reid - contrabbasso
- Akira Tana - batteria